# أوباغيفايتا
```
Obergefreiter
 ( 
abbr.
 
OGefr.
 ) هي رتبة في الجيش 
الألماني
 
والسويسري
 يعود تاريخها إلى القرن التاسع عشر.
```

كان جزء كبير إلى حد ما من الجيش الألماني في الحرب العالمية الثانية يتألف من رجال مسجلين، خاصة خلال السنوات الأخيرة من الحرب مع زيادة قوانين التجنيد لمحاربة الجيش السوفيتي المتقدم. من بين 13 مليون جندي في القوة القتالية الألمانية، كان 7.5 مليون من الرجال المجندين، مع 2.2 مليون من المجندين حملو رتبة الأوبرجريتر.
في البوندسوير، المرتبة الأدنى هي جيفرايتر، في حين أن المرتبة التالية هي هاوبجفتريتر. الرتبة الأدنى في الجيش السويسري هي جيفرايتر، والرتبة التالية هي Korporal.